# Kindo Didaye
Kindo Didaye est un woreda du sud de l'Éthiopie situé dans la zone Wolayita. Ce district a 97 566 habitants en 2007. Il fait partie de la région des nations, nationalités et peuples du Sud jusqu'au transfert de la zone dans la région Éthiopie du Sud en août 2023. Le district s'est détaché d'Ofa en 1998[réf. souhaitée]. Sa partie orientale s'en détache à son tour en 2019 sous le nom de Kawo Koysha.

## Situation
Kindo Didaye est bordé au sud par la zone Gamo, à l'ouest par la zone Dawro, au nord-est par Kindo Koysha et à l'est par Ofa puis Kawo Koysha.
Son centre administratif, appelé Halele, Halale ou Bosa, se trouve une soixantaine de kilomètres au sud-ouest de la capitale régionale Sodo,.
Le district s'étend vers l'ouest jusqu'à l'Omo et au barrage Gilgel Gibe III en face du woreda Loma qui fait partie de la zone Dawro dans la région Éthiopie du Sud-Ouest.  
Plus proche de Sodo, Lasho est désormais la principale agglomération de Kawo Koysha.

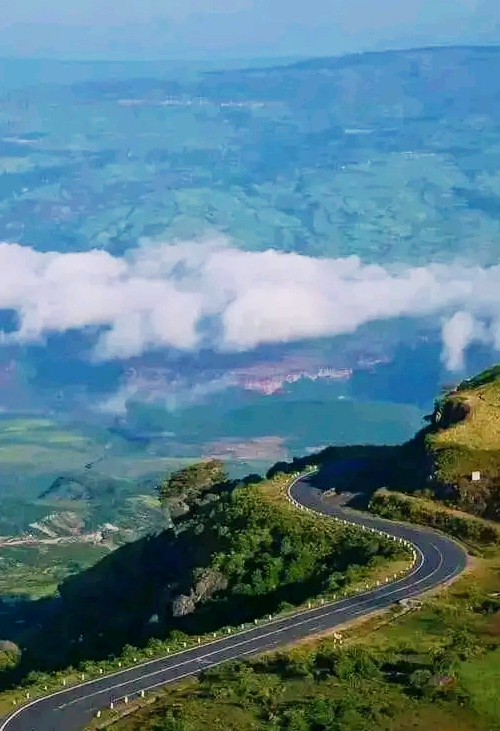
Paysage dans le district.
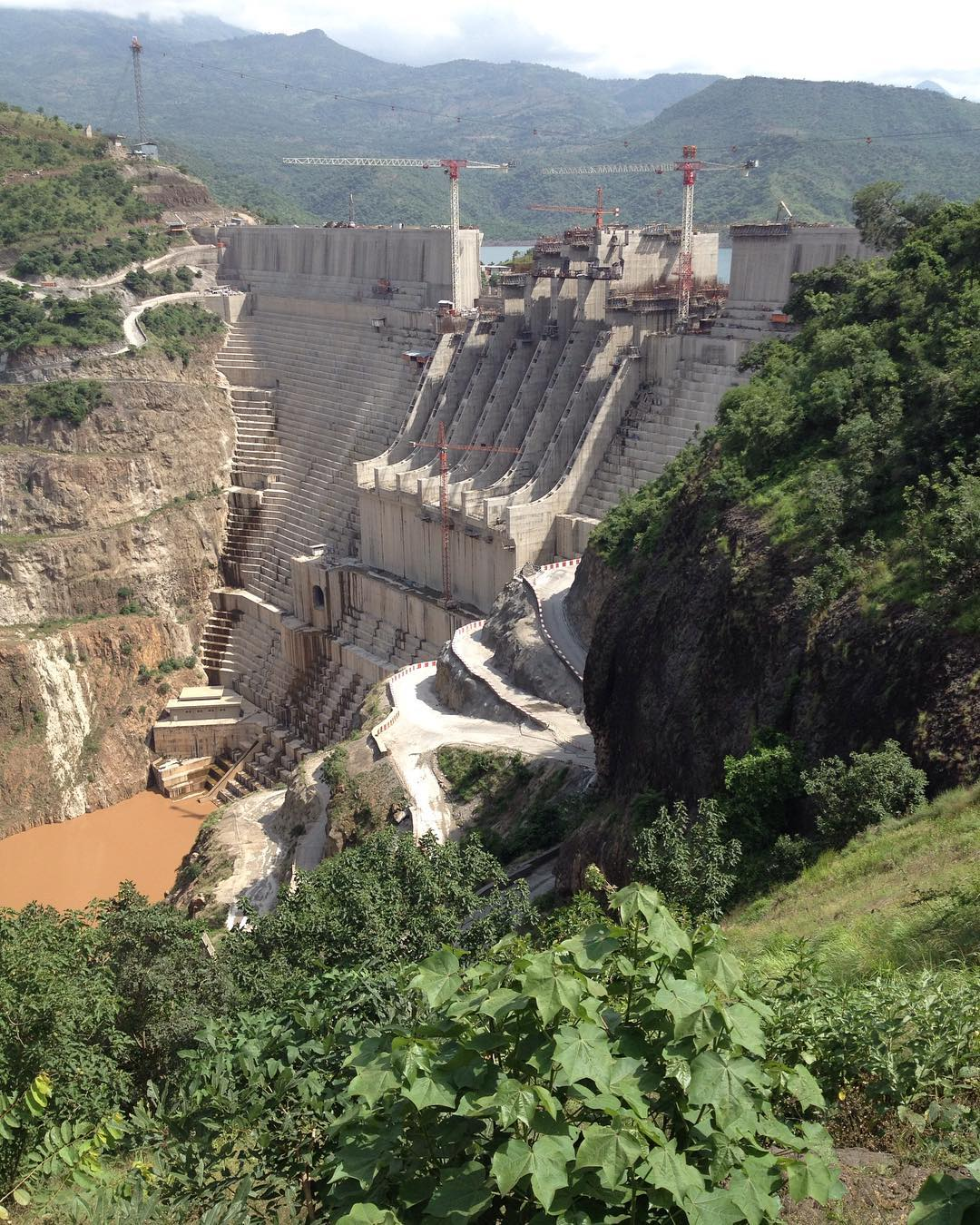
Barrage Gilgel Gibe III.

## Données démographiques
Le recensement national de 2007 porte sur le district d'origine comprenant encore le futur Kawo Koysha.
La population du district atteint alors 97 566 habitants dont 1 % de citadins qui sont les 1 427 habitants de Halele. Environ 71 % des habitants sont protestants, 19 % sont orthodoxes et 6 % sont de religions traditionnelles africaines.
En 2022, la population est estimée sur le même périmètre à 128 892 personnes avec une densité de population de 339 personnes par km2 et 380 km2 de superficie.
Créé entre-temps aux dépens de ses voisins, Kawo Koysha occupe 163 km2 en 2021 tandis que Kindo Didaye n'a plus que 272 km2 de superficie,.